# بيكيه ماتشو (طعام)

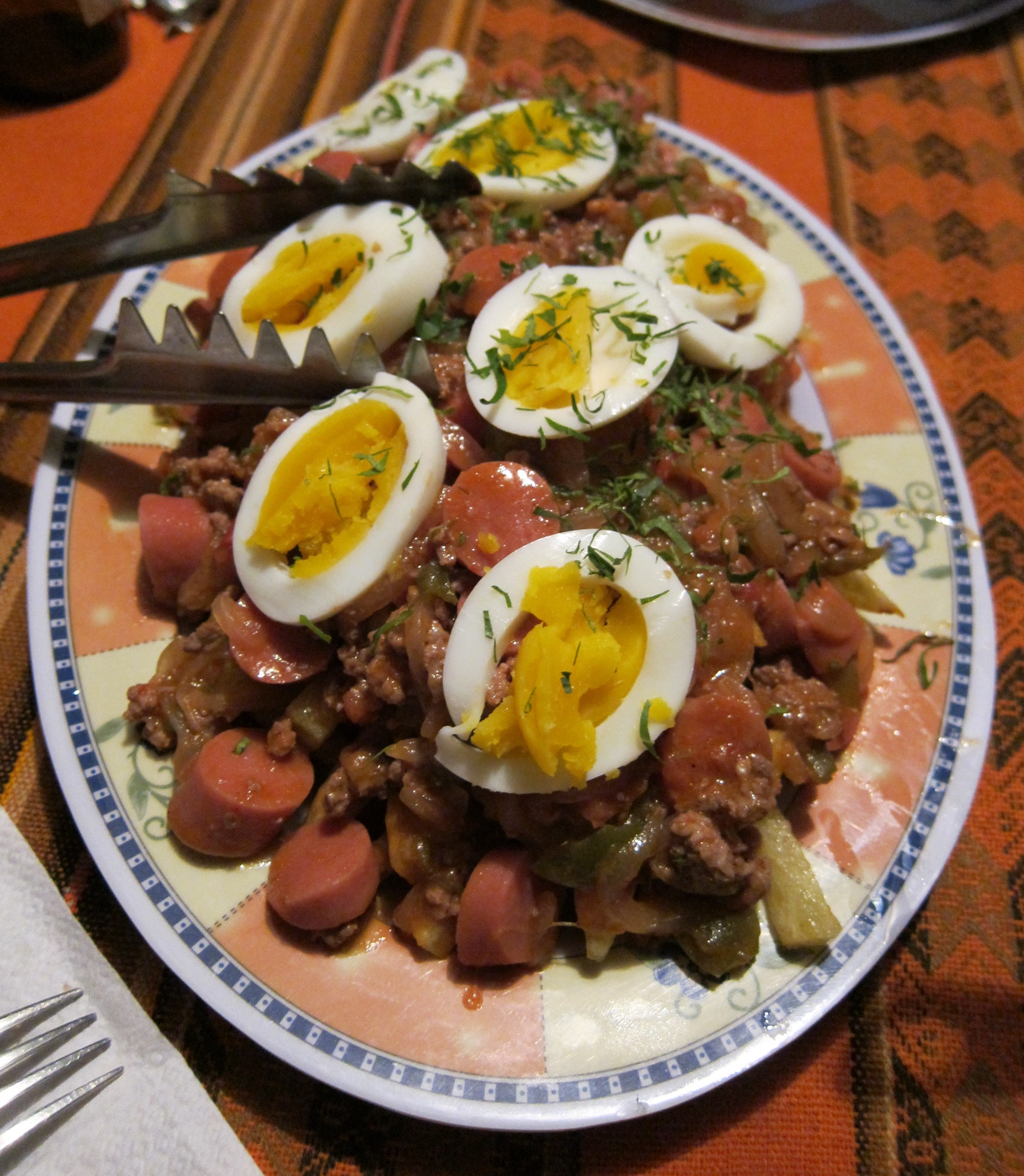
بيكيه مفتول العضلات

بيكيه ماتشو Pique macho هو طبق بوليفي وإسباني يتكون من اللحم البقري والبصل الأحمر والفلفل الأخضر والطماطم والبطاطا المقلية والخردل والمايونيز والكاتشب. اعتمادًا على المنطقة التي يتم طهيها ، يمكن أيضًا تضمين البيض المسلوق. تم إنشاء وجبة بيكيه ماتشو بواسطة السيد Honorato Quinones وزوجته Evangelina Gomez Quinones  صاحبي مطعم "Restaurante Miraflores" في كوتشابامبا في بوليفيا
الأجزاء الصغيرة تسمى ببساطة بيكيه ؛ بيكيه ماتشو هو جزء كبير حار تقليديا حار بسبب الفلفل الحلو. تشير الأسطورة الدارجة إلى أن هذا الطبق يرجع إلى أنك انشان مفتول العضلات إذا كان بإمكانك إنهاء طبق واحد بنفسك ، على الرغم من أن معظم رواد المطعم يختارون مشاركة الطبق مع الاخرين.
تقول أسطورة أخرى أن مجموعة من العمال ، في وقت متأخر من الليل كانوا جائعين. قال صاحب المطعم إنهم كانوا يغلقون ولم يكن لديهم شيء. أصرت مجموعة العمال على أنهم سيأكلون أي شيء. شرعت المالكة في تقطيع ما تبقى لديها من المكونات التي تشكل ماتشو البيكيه وقدمته لهم حار. ثم قالت "Piquen" si son "machos" ، فتناولها إذا كنت تعتقد أنك رجل بما يكفي ، وهكذا حصلت على اسم Pique Macho.
 .

## المكونات
المكونات الأساسية:
- لحم
- ملح
- زيت
- بصل أحمر
- فلفل أخضر
- طماطم
- البطاطس المقلية
- البيض المسلوق (اختياري)

## الروابط خارجية
- وصفة بوليفيا نت بيكيه مفتول العضلات